# Чокенешть (комуна, Келераш)
Чокенешть, Чокенешті (рум. Ciocănești) — комуна у повіті Келераш в Румунії. До складу комуни входить єдине село Чокенешть.
Комуна розташована на відстані 81 км на схід від Бухареста, 21 км на захід від Келераші, 125 км на захід від Констанци.

## Населення
За даними перепису населення 2002 року у комуні проживали 4998 осіб.
Національний склад населення комуни:
| Національність   | Кількість осіб | Відсоток |
| ---------------- | -------------- | -------- |
| румуни           | 4952           | 99,1%    |
| цигани           | 33             | 0,7%     |
| турки            | 9              | 0,2%     |
| угорці           | 2              | < 0,1%   |
| німці            | 1              | < 0,1%   |
| росіяни-липовани | 1              | < 0,1%   |

Рідною мовою назвали:
| Мова      | Кількість осіб | Відсоток |
| --------- | -------------- | -------- |
| румунська | 4974           | 99,5%    |
| циганська | 13             | 0,3%     |
| турецька  | 9              | 0,2%     |
| угорська  | 2              | < 0,1%   |

Склад населення комуни за віросповіданням:
| Релігія       | Кількість осіб | Відсоток |
| ------------- | -------------- | -------- |
| православні   | 4970           | 99,4%    |
| мусульмани    | 9              | 0,2%     |
| п'ятдесятники | 8              | 0,2%     |
| адвентисти    | 6              | 0,1%     |
| римо-католики | 3              | 0,1%     |
| баптисти      | 1              | < 0,1%   |
| лютерани      | 1              | < 0,1%   |

## Зовнішні посилання
- Дані про комуну Чокенешть на сайті Ghidul Primăriilor